# Dzharatitanis kingi
Dzharatitanis kingi ("titán de Dzharakuduk de King") es la única especie conocida del género Dzharatitanis de dinosaurio saurópodo rebaquisáurido que vivió a finales del período Cretácico hace aproximadamente entre 93,9 y 89,8 millones de años, durante el Turoniense, en lo que hoy es Asia. Fue descubierto en la formación Bissekty de Uzbekistán y descrito por Averianov & Sues, 2021. Es el primer rebaquisáurido conocido de Asia y uno de los últimos conocidos.
El holotipo USNM 538127, que consta de una vértebra caudal anterior casi completa, fue descubierto en la localidad Dzharakuduk de la formación Bissekty por David J. Ward y Hans-Dieter Sues durante una expedición en 1997.
Originalmente, el holotipo fue identificado como perteneciente a un titanosaurio indeterminado. USNM 538127, representa la primera vértebra caudal, el centrum es ligeramente opistocélico y comparte con Demandasaurus y un rebaquisáurido de Wessex una lámina espinodiapofisaria alta en el lado lateral de la espina neural, separado de las láminas espinoprecigapofisaria y espinopostcigapofisario. Posiblemente, desciende de rebaquisáuridos europeos que emigraron a Asia en algún momento del Cretácico inferior-medio. Sin embargo, un estudio publicado solo unos meses después cuestionó esta clasificación, y encontró que en cambio era un titanosauriano, con afinidades cercanas a Lognkosauria.
El cladograma siguiente muestra el trabajo de Averianov & Sues (2021):

|  | Rayososaurus                                                  |
|  |                                                               |
|  | Rebbachisaurus                                                |
|  |                                                               |
|  | Demandasaurus                                                 |
|  |                                                               |
|  | Nigersaurus                                                   |
|  |                                                               |
|  | Dzharatitanis                                                 |
|  |                                                               |
|  | \| \| Cathartesaura \| \| \| \| \| \| Limaysaurus \| \| \| \| |
|  |                                                               |
|  | Cathartesaura                                                 |
|  |                                                               |
|  | Limaysaurus                                                   |
|  |                                                               |

|  | Cathartesaura |
|  |               |
|  | Limaysaurus   |
|  |               |

|  | Rayososaurus                                                  |
|  |                                                               |
|  | Rebbachisaurus                                                |
|  |                                                               |
|  | Demandasaurus                                                 |
|  |                                                               |
|  | Nigersaurus                                                   |
|  |                                                               |
|  | Dzharatitanis                                                 |
|  |                                                               |
|  | \| \| Cathartesaura \| \| \| \| \| \| Limaysaurus \| \| \| \| |
|  |                                                               |
|  | Cathartesaura                                                 |
|  |                                                               |
|  | Limaysaurus                                                   |
|  |                                                               |

|  | Cathartesaura |
|  |               |
|  | Limaysaurus   |
|  |               |

|  | Rayososaurus                                                  |
|  |                                                               |
|  | Rebbachisaurus                                                |
|  |                                                               |
|  | Demandasaurus                                                 |
|  |                                                               |
|  | Nigersaurus                                                   |
|  |                                                               |
|  | Dzharatitanis                                                 |
|  |                                                               |
|  | \| \| Cathartesaura \| \| \| \| \| \| Limaysaurus \| \| \| \| |
|  |                                                               |
|  | Cathartesaura                                                 |
|  |                                                               |
|  | Limaysaurus                                                   |
|  |                                                               |

|  | Cathartesaura |
|  |               |
|  | Limaysaurus   |
|  |               |

|  | Rayososaurus                                                  |
|  |                                                               |
|  | Rebbachisaurus                                                |
|  |                                                               |
|  | Demandasaurus                                                 |
|  |                                                               |
|  | Nigersaurus                                                   |
|  |                                                               |
|  | Dzharatitanis                                                 |
|  |                                                               |
|  | \| \| Cathartesaura \| \| \| \| \| \| Limaysaurus \| \| \| \| |
|  |                                                               |
|  | Cathartesaura                                                 |
|  |                                                               |
|  | Limaysaurus                                                   |
|  |                                                               |

|  | Cathartesaura |
|  |               |
|  | Limaysaurus   |
|  |               |

|  | Rayososaurus                                                  |
|  |                                                               |
|  | Rebbachisaurus                                                |
|  |                                                               |
|  | Demandasaurus                                                 |
|  |                                                               |
|  | Nigersaurus                                                   |
|  |                                                               |
|  | Dzharatitanis                                                 |
|  |                                                               |
|  | \| \| Cathartesaura \| \| \| \| \| \| Limaysaurus \| \| \| \| |
|  |                                                               |
|  | Cathartesaura                                                 |
|  |                                                               |
|  | Limaysaurus                                                   |
|  |                                                               |

|  | Cathartesaura |
|  |               |
|  | Limaysaurus   |
|  |               |

|  | Rayososaurus                                                  |
|  |                                                               |
|  | Rebbachisaurus                                                |
|  |                                                               |
|  | Demandasaurus                                                 |
|  |                                                               |
|  | Nigersaurus                                                   |
|  |                                                               |
|  | Dzharatitanis                                                 |
|  |                                                               |
|  | \| \| Cathartesaura \| \| \| \| \| \| Limaysaurus \| \| \| \| |
|  |                                                               |
|  | Cathartesaura                                                 |
|  |                                                               |
|  | Limaysaurus                                                   |
|  |                                                               |

|  | Cathartesaura |
|  |               |
|  | Limaysaurus   |
|  |               |

|  | Rayososaurus                                                  |
|  |                                                               |
|  | Rebbachisaurus                                                |
|  |                                                               |
|  | Demandasaurus                                                 |
|  |                                                               |
|  | Nigersaurus                                                   |
|  |                                                               |
|  | Dzharatitanis                                                 |
|  |                                                               |
|  | \| \| Cathartesaura \| \| \| \| \| \| Limaysaurus \| \| \| \| |
|  |                                                               |
|  | Cathartesaura                                                 |
|  |                                                               |
|  | Limaysaurus                                                   |
|  |                                                               |

|  | Cathartesaura |
|  |               |
|  | Limaysaurus   |
|  |               |

|  | Rayososaurus                                                  |
|  |                                                               |
|  | Rebbachisaurus                                                |
|  |                                                               |
|  | Demandasaurus                                                 |
|  |                                                               |
|  | Nigersaurus                                                   |
|  |                                                               |
|  | Dzharatitanis                                                 |
|  |                                                               |
|  | \| \| Cathartesaura \| \| \| \| \| \| Limaysaurus \| \| \| \| |
|  |                                                               |
|  | Cathartesaura                                                 |
|  |                                                               |
|  | Limaysaurus                                                   |
|  |                                                               |

|  | Cathartesaura |
|  |               |
|  | Limaysaurus   |
|  |               |